# Barajul Colibița
Barajul Colibița a creat prin acumulare lacul Colibița, care este un lac artificial de acumulare din Munții Călimani, județul Bistrița-Năsăud. Barajul a fost amenajat în perioada 1977 - 1991 cu scop hidroenergetic pe cursul râului Bistrița. 
Lacul Colibița are o suprafață de 270 ha, lungimea de 13 km și volumul apei acumulate de 65 mil m3, fiind situat la o altitudine de 900 m. Pe malurile lacului se află stațiunea turistică Colibița.

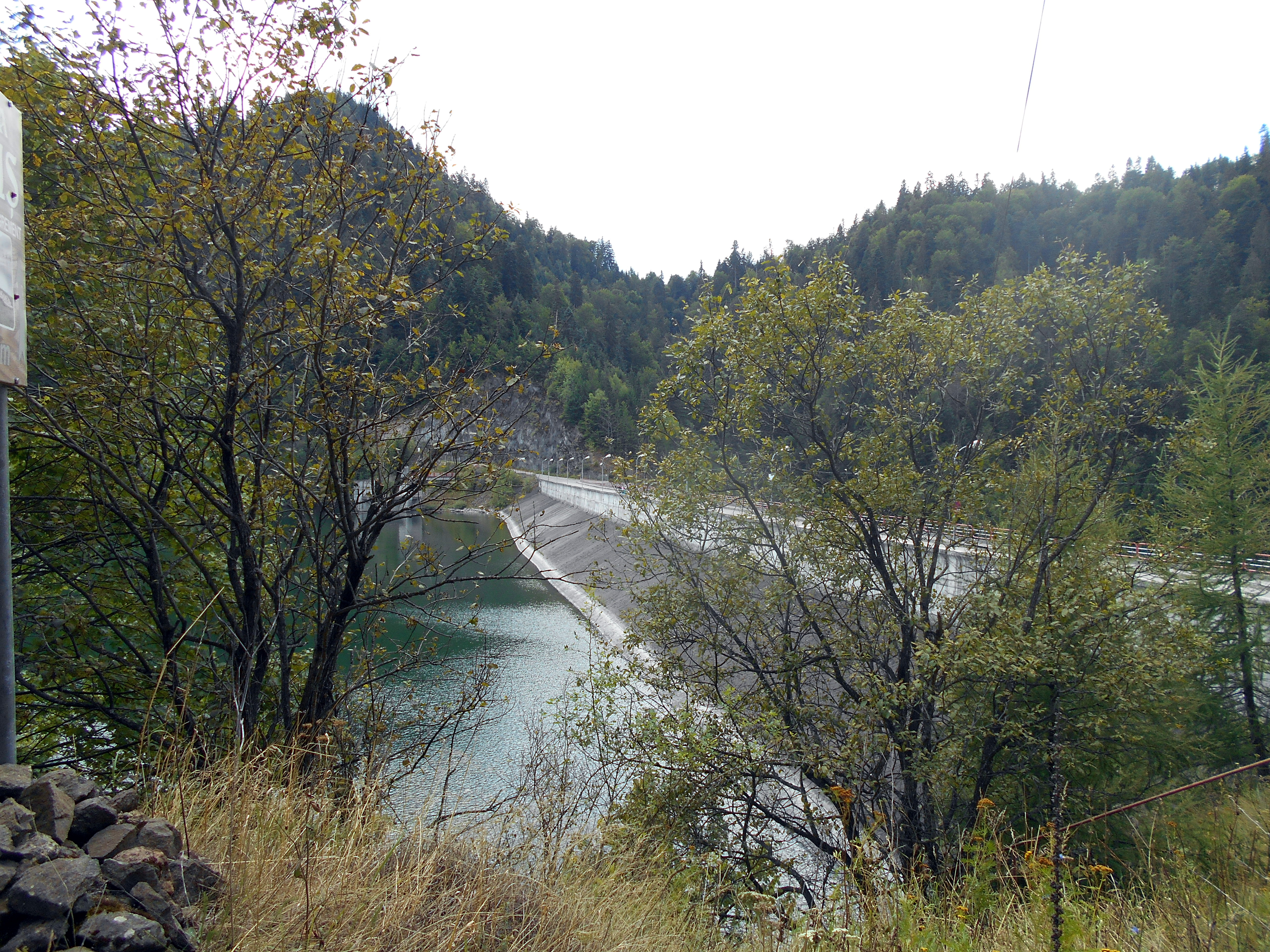
Barajul Colibița, văzut dinspre lac
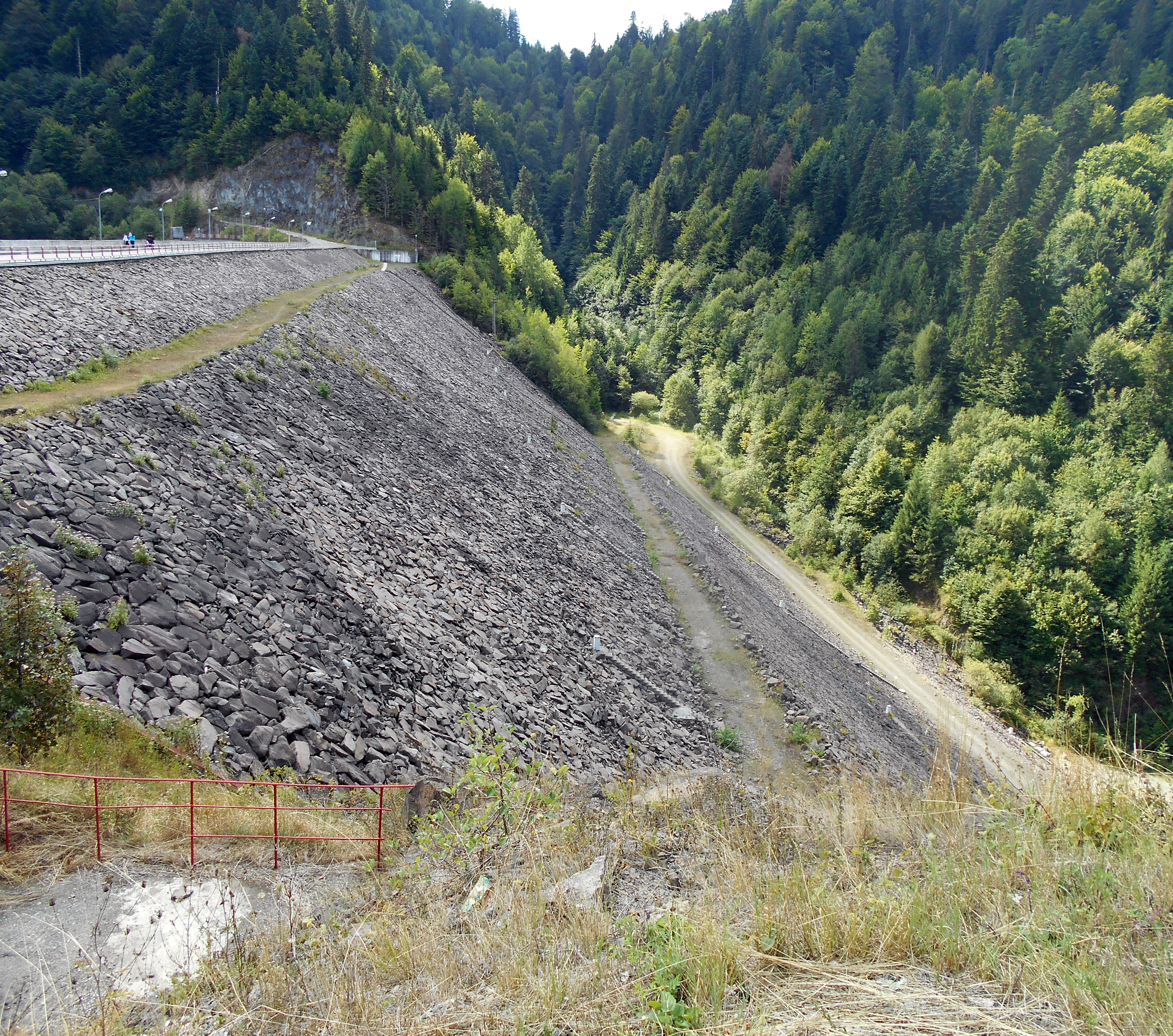
Barajul Colibița
Lacul de acumulare Colibița - pâlnia de preaplin
Lacul de acumulare Colibița a văzut de pe Barajul Cobilița
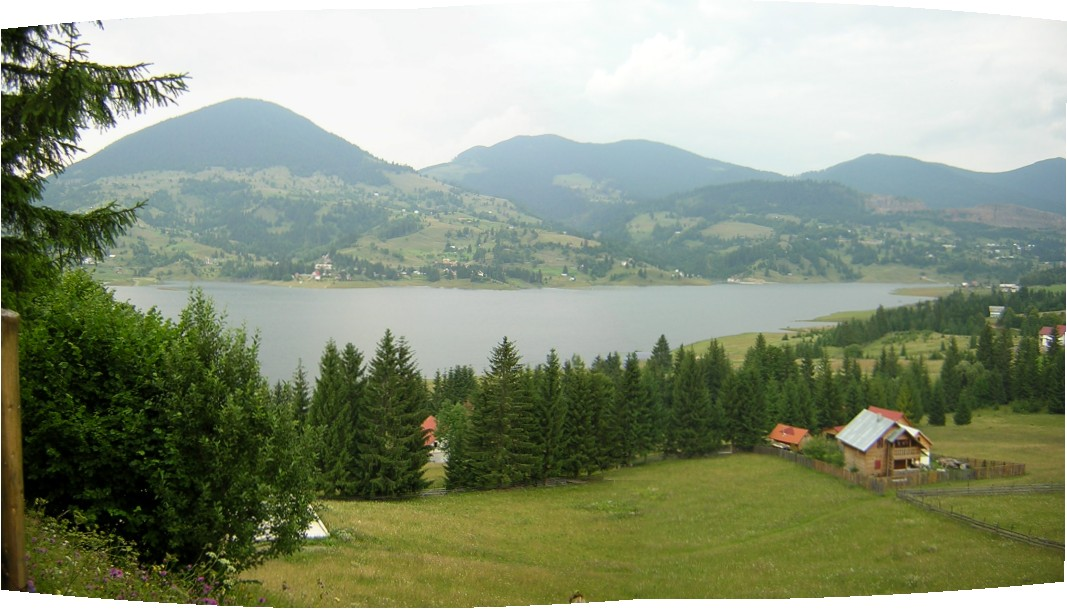
Lacul Colibița - panoramă, în spate vârful Căsaru (1580 m)
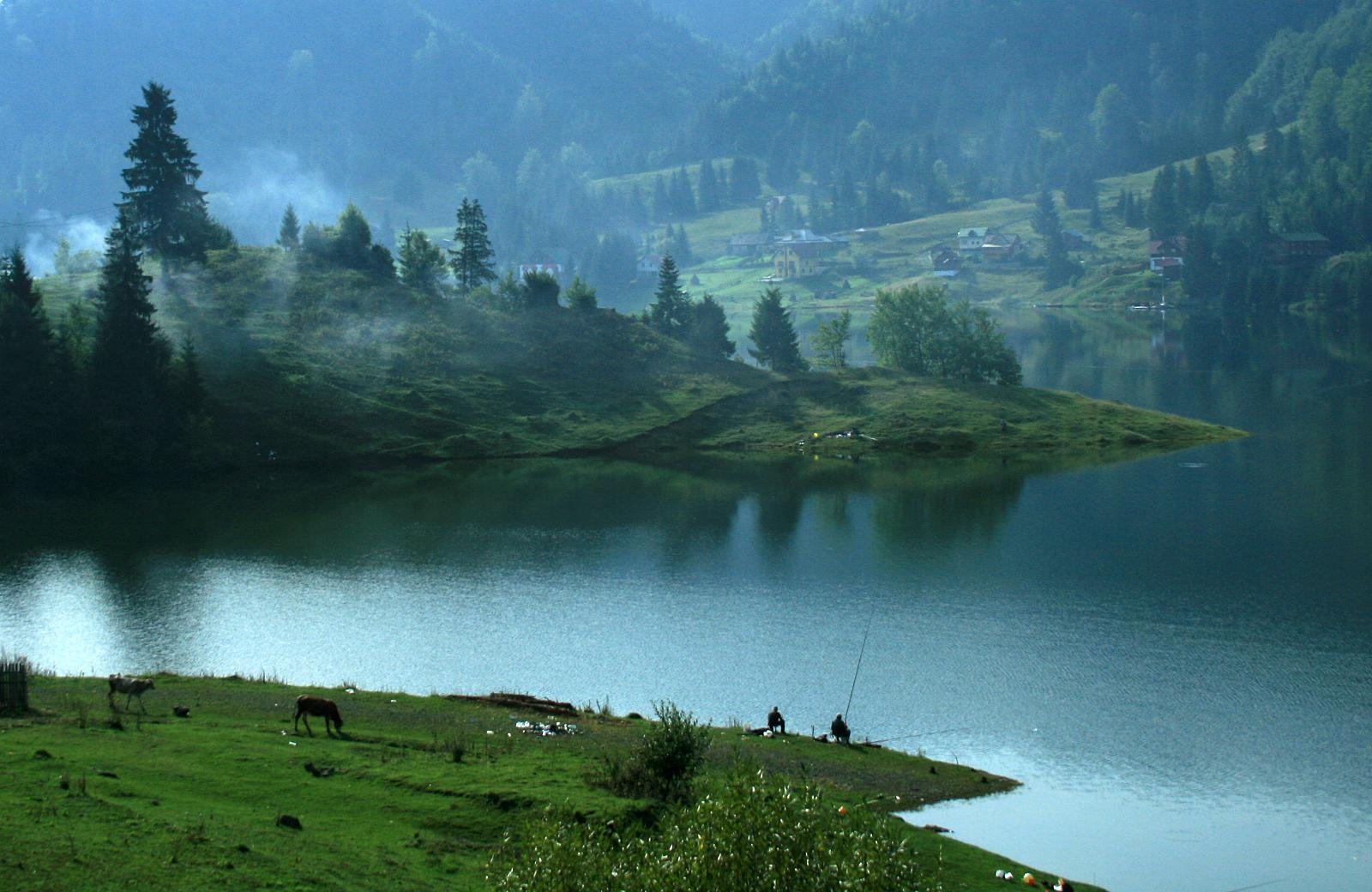